# Stylotermitidae
Stylotermitidae (лат.) — семейство термитов, одно из самых мелких среди этих общественных насекомых. Около 50 видов.

## Распространение
Южная и Юго-Восточная Азия, тропики и субтропики.

## Описание
Голова имаго почти округлая, у солдат длинная и узкая. Усики имаго состоят из 16—22 члеников, у солдат — 13—19-члениковые. Формула шпор голеней 3:2:2 (Stylotermes) или 2:2:2 (Parastylotermes). Отличаются 3-члениковыми лапками, плоским пронотумом. Задние крылья без анальной лопасти. Отверстия фронтальных желёз (фонтанеллы) развиты, но очень маленькие. Семьи малочисленные, термитники находятся в живой и частично мёртвой древесине.

## Классификация
Около 50 видов, 1 современный род и 2 вымерших рода из эоцена и миоцена Евразии и Северной Америки. Ранее включался в состав семейства Rhinotermitidae в качестве подсемейства Stylotermitinae. В 2009 году было выделено в отдельное семейство Stylotermitidae (Engel, Grimaldi, Krishna, 2009).
- Род †Parastylotermes
- Род †Prostylotermes
- Род Stylotermes